# 키어 오도널
키어 오도널(Keir O'Donnell, 1978년 11월 8일 ~ )은 오스트레일리아의 배우이다.

## 출연 작품
- 브레이크 업: 이별후애 - 데이트 폴 역
- 어메이징 메리 - 브래들리 볼라드 역
- 하트, 베이비
- 디디와 디디 - 브라이언 역
- 드라이 - 그렉 라코코 역